# أوتوني
أوتوني (بالإيطالية: Ottone) هي بلدية في مقاطعة بياتشنزا في إقليم إميليا رومانيا الإيطالي.

## السكان
في سنة 1861 بلغ عدد السكان 4٬950 نسمة، وتطور العدد ليصل في سنة 2011 لـ 570 نسمة.
يظهر هذا المخطط البياني تطور النمو السكاني لـ أوتوني